# Sisymbrium luteum
Sisymbrium luteum là một loài thực vật có hoa trong họ Cải. Loài này được (Maxim.) O.E. Schulz miêu tả khoa học đầu tiên năm 1918.